# Giuseppe Anfossi
Giuseppe Anfossi (ur. 7 marca 1935 w Marebbe) – włoski duchowny katolicki, biskup Aosty w latach 1994-2011.
Święcenia kapłańskie otrzymał 28 czerwca 1959. W 1974 ukończył studia na Uniwersytecie w Urbino.
30 grudnia 1994 papież Jan Paweł II mianował go ordynariuszem diecezji Aosta. Sakry biskupiej udzielił  mu 22 stycznia 1995 kard. Giovanni Saldarini.
9 listopada Benedykt XVI przyjął jego rezygnację złożoną ze względu na wiek. Jego następcą został Franco Lovignana.